# 金会一
金会一（キム・フェイル、朝鮮語: 김회일、1909年2月29日 - 1996年11月2日）は、朝鮮民主主義人民共和国（北朝鮮）の政治家。

## 経歴
咸鏡北道出身で、もとは鉄道機関士であった。
北朝鮮では1946年から1947年にかけて「文盲退治運動」、「穀物献納運動（愛国米献納運動）」「生産突撃隊運動（採炭突撃隊運動）」などを中心とした「建国思想総動員運動」が北朝鮮労働党のもとで行われたが、そのうち生産突撃隊運動（採炭突撃隊運動）は平安北道の定州郡機関区に所属する鉄道機関士であった金会一が自発的に提起したものであるとの宣伝がなされ、1947年1月以降、彼の名を掲げた「金会一運動」として大々的に展開された。
朝鮮戦争後に鉄道相、交通相を歴任。1982年4月には政務院副総理兼交通委員会委員長に任命された。1992年4月に中央人民委員会経済政策委員会参事となり、1996年11月2日に死去するまで務めた。
朝鮮労働党中央委員会第3期、第5期、第6期委員。最高人民会議第2期、第3期、第4期、第7期、第8期、第9期代議員。

## 参考資料
- 유경희; 문순보「김회일」『한국민족문화대백과사전』한국학중앙연구원、2009年（原著2001年）。2022年6月11日閲覧。
- “김회일”. 북한지역정보넷.   평화문제연구소. 2022年6月11日閲覧。